# Constans Collin
Constans Collin (tidigare Bessett), född 16 augusti 1656 i Norrköping, död 10 oktober 1711 i Söderköping, var en svensk präst.

## Biografi
Constans Collin föddes 16 augusti 1656 i Norrköping. Han var son till Köpmannen Collin Bessett och Maria Servatz. Fadern kom från en skotsk släkt som hade flytt på grund av religionsförföljelse. Collin blev 27 maj 1676 student vid Uppsala universitet i och 11 december 1688 filosofie magister. Han prästvigdes 26 september 1690 och blev 9 april samma år rektor i Linköping. Collin blev 1693 filosofi lektor ("logices") i Linköping. Han blev andre teologie lektor samt kyrkoherde i Slaka församling år 1694. År 1695 blev han förste teologie lektor. Collin blev 1701 kyrkoherde i S:t Laurentii församling, Söderköping och samma år blev han även kontraktsprost i Hammarkinds kontrakt. Han var 1703 preses vid prästmötet och riksdagsman vid Riksdagen 1710. Collin avled 10 oktober 1711 i Söderköping.

### Familj
Collin gifte sig 1691 med Anna Sithelius (1671–1745). Hon var dotter till kyrkoherden Swen Sithelius och Rebecca Daalhemius  i Vreta klosters församling. De fick tillsammans barnen:
1. Johannes Collin (1691–1691)
2. Maria Collin som var gift med kyrkoherden Johan Rydberg i Väderstads församling
3. Rebecca Collin som var gift med lektorn Jacob Walldorff i Linköping och kyrkoherden Nicolaus Ekerman i Flisby församling
4. postmästaren Jacob Collin (1697–1726) i Västerås
5. Christina Collin som var gift med kyrkoherden David Pontin i Törnevalla församling och kyrkoherden Jonas Lidman i Eksjö stadsförsamling
6. kyrkoherden Carl Collin i Hovs församling
7. lektorn Sven Collin i Linköping
8. Johan Collin (1706–1711).[2]